# Tete Naulu
Der Tete Naulu ist ein Helm aus Indonesien.

## Beschreibung
Der Tete Naulu besteht aus den gewebten Fasern der Aren-Palme. Um die abgeflachte Kopfschale herum ist ein breiter Ring angebracht, der mit geometrischen Symbolen verziert ist. Der Helm ist oft mit Pflanzenfasern oder anderen Materialien verziert. An das Kopfteil ist ein falscher Bart nach europäischem Muster angebracht, der ebenfalls aus Pflanzenfasern besteht. Es gibt verschiedene Versionen, die sich in Dekoration und Machart unterscheiden. Der Tete Naulu wird von Ethnien in Indonesien benutzt.